# 二砷化钯
二砷化钯是一种无机化合物，化学式为PdAs2，它是钯的砷化物之一。它可由钯和砷反应得到。在钯和砷化镓（350~800 °C）的反应中，也会有二砷化钯生成：
3 Pd + 2 GaAs → 2 PdGa + PdAs2
它是立方晶系晶体，a=5.983 Å。